# NGC 7424
NGC 7424 là tên của một thiên hà xoắn ốc có thanh chắn nằm trong chòm sao Thiên Hạc. Kích thước của nó là khoảng xấp xỉ 100.000 năm ánh sáng, điều này khiến nó trông giống thiên hà của chúng ta, Ngân Hà. Nó được xem là một thiên hà xoắn ốc hoàn mỹ bởi vì các nhánh xoắn ốc của nó rất dễ nhận biết. Một siêu tân tinh và hai nguồn phát ra tia X được quan sát là nằm trong thiên hà này.
NGC 7424 là một thiên hà có tính chất trung gian, vừa có tính xoắn ốc (SA) và vừa có cấu trúc thanh chắn (SB). Nó còn có một cấu trúc đai ở vùng trung tâm và một lõi có độ sáng bề mặt thấp có chút liên quan đến các nhánh xoắn ốc của nó. Sắc đỏ của thanh chắn của nó cho thấy rằng nó có những ngôi sao già, còn sắc xanh của những nhánh xoắn ốc lỏng lẻo thì cho thấy rằng nó có các vùng H II và những cụm sao trẻ có khối lượng cực lớn. NGC 7424 được liệt kê là một thiên hà thành viên trong nhóm thiên hà IC 1459 Thiên Hạc nhưng nó bị nghi ngờ là một thiên hà bị cô lập do không hề có bất kì sự liên kết lực hấp dẫn với bất kì một nhóm thiên hà nào.
Có một siêu tân tinh loại IIb tên là SN 2001ig được nhà thiên văn học người Úc Robert Evans phát hiện ngày 10 tháng 12 năm 2001. Quang phổ của nó ban đầu phô ra tính quang phổ của hydro (đặc tính của siêu tân tinh loại II) nhưng sau đó nó biến mất đi trong một thời gian ngắn và bị thay thế bằng các quang phổ của oxy, calci và magie (đặc tính của siêu tân tinh loại Ib và Ic).

## Dữ liệu hiện tại
Theo như quan sát, đây là thiên hà nằm trong chòm sao Thiên Hạc và dưới đây là một số dữ liệu khác:
Xích kinh 22h 57m 18s
Xích vĩ −41° 04′ 14″ 
Giá trị dịch chuyển đỏ 0,003132 (939 ± 2 km/s) 
Cấp sao biểu kiến 11,0 
Kích thước biểu kiến 9,5 x 8,1 phút cung.
Loại thiên hà SAB(rs)cd 